# Tetrachroa variegatum
Tetrachroa variegatum is een vlinder uit de familie van de pijlstaarten (Sphingidae). De wetenschappelijke naam van de soort is voor het eerst geldig gepubliceerd in 1894 door Lionel Walter Rothschild.